# سیارک ۱۱۲۶۹
سیارک ۱۱۲۶۹ (به انگلیسی: 11269 Knyr، نامگذاری:1987QG10) یازده هزار و دویست و شصت و نهمین سیارک کشف شده‌است که در ۲۶ اوت ۱۹۸۷ کشف شد.
قدر مطلق سیارک برابر ۱۴٫۲۰ است.